# گیوم ژولی
گیوم ژولی (فرانسوی: Guillaume Joli‎؛ زادهٔ ۲۷ مارس ۱۹۸۵) بازیکن هندبال اهل فرانسه است.
وی همچنین برندهٔ جوایزی همچون لژیون دونور (شوالیه) شده‌است.